# Ghanim Oraibi
Ghanim Oraibi   (Bagdad, 16 d'agost de 1961) és un exfutbolista iraquià de la dècada de 1980.
Fou internacional amb la selecció de futbol de l'Iraq amb la qual participà a la Copa del Món de futbol de 1986.
Pel que fa a clubs, destacà a Al-Shabab.